# Cantherhines pullus
Cantherhines pullus és una espècie de peix de la família dels monacàntids i de l'ordre dels tetraodontiformes.

## Morfologia
- Els mascles poden assolir 20 cm de longitud total.[1][2]

## Alimentació
Menja esponges de mar, algues, tunicats, briozous i d'altres invertebrats bentònics.

## Depredadors
És depredat per Echeneis naucrates, Cephalopholis fulva, Epinephelus adscensionis, Epinephelus guttatus, Lutjanus apodus, Mycteroperca tigris, Epinephelus striatus i Ginglymostoma cirratum.

## Hàbitat
És un peix marí, de clima subtropical i associat als esculls de corall que viu entre 3-50 m de fondària.

## Distribució geogràfica
Es troba a l'Atlàntic occidental (des de Massachusetts -Estats Units-, Bermuda i el nord del Golf de Mèxic fins al sud-est del Brasil) i l'Atlàntic oriental (São Tomé i el golf de Guinea).

## Observacions
N'hi ha informes d'enverinament per ciguatera.